# Ruth Gates
Ruth Deborah Gates (28 de marzo de 1962 - 25 de octubre de 2018) fue la Directora del Instituto de Biología Marina de Hawái y la primera mujer en ser Presidenta de la Sociedad Internacional de Estudios de Arrecifes. Su investigación se dedicó a comprender los ecosistemas de los arrecifes de coral, específicamente la simbiosis coral-alga y la capacidad de los corales para aclimatarse en las condiciones futuras del cambio climático. Gates es conocida por estudiar la biología del coral y la evolución del coral asistida por humanos, conocidos como super corales, como se observa en el documental Chasing Coral de Netflix.

## Educación
Gates fue inspirada por el documental The Undersea World de Jacques Cousteau. Estudió biología en la Universidad de Newcastle, donde obtuvo una licenciatura en Ciencias en 1984. Se enamoró de los corales durante un viaje de buceo a las Indias Occidentales. En 1985 se mudó a las Indias Occidentales para estudiar los corales. Completó su doctorado en la Universidad de Newcastle en 1989 sobre la temperatura del agua de mar y la simbiosis entre algas y cnidarios. Durante su trabajo de posgrado en Jamaica, estuvo expuesta a la respuesta de blanqueamiento del coral como resultado del aumento de las temperaturas.

## Carrera e investigación
Después de su doctorado, Gates fue nombrada investigadora postdoctoral en la Universidad de California, Los Ángeles. Allí pasó trece años trabajando como investigadora junior en California, en áreas como biología celular, biología evolutiva y genética molecular. Gates estuvo allí durante el evento de blanqueamiento de 1998 que mató a más del 15% de los corales en todo el mundo.
Gates se unió al Instituto de Biología Marina de Hawái en 2003. Estudió corales y arrecifes, aprendió cómo funcionan y trabajó en formas de frenar su declive. Trabajó en Coconut Island, tratando de identificar por qué algunos corales sobreviven al blanqueamiento. Su grupo monitoreó los ecosistemas de los arrecifes de coral para comprender cómo un entorno cambiante afectaba la salud de los corales. Los corales en parches poco profundos como la bahía de Kāneʻohe están sujetos a altas temperaturas e irradiancia. Junto con la temperatura del agua de mar, miden la radiación activa fotosintética, la salinidad y la composición de nutrientes. Esto les permitió construir modelos 3D de arrecifes. Estudian el simbiodinio que vive dentro de los tejidos de coral, los cuales proporcionan energía a los corales y se pierden durante el blanqueamiento de los corales. Desarrollan nuevas técnicas para el análisis y la gestión de datos, incluido el desarrollo de EarthCube y CRESCYNT. Gates se preocupa por el protector solar que contiene octinoxato y oxibenzona, y en 2015 pidió que se prohibiera en Hawái. Estos protectores solares se prohibieron en 2018. En 2012, demostró que el tipo de algas simbióticas era crucial para la forma en que los arrecifes tropicales sobrevivían al estrés ambiental. Gates predijo que más del 90 por ciento de los corales del mundo estarán muertos para 2050.

### El Gates Coral Lab
Gates estableció el Gates Coral Lab (Laboratorio de Corales de Gates) en el Instituto de Biología Marina de Hawái. Incluso después de la muerte de Ruth Gates en octubre de 2018, su equipo continúa realizando investigaciones centradas en los rasgos biológicos de los ecosistemas de arrecifes de coral; utilizan su investigación para informar los esfuerzos de restauración y las políticas de gestión. El Gates Coral Lab ha contribuido de manera significativa a la investigación de los arrecifes de coral. El equipo trabaja en colaboración con el Instituto Australiano de Ciencias Marinas en el Proyecto de Evolución Asistida por Coral, que intenta "estabilizar y restaurar los arrecifes de coral" frente al cambio climático.
El equipo de investigación de Gates organizó el primer taller de restauración de corales en Hawái en el Instituto de Biología Marina de Hawái en 2017. Los esfuerzos de restauración del equipo de investigación en los arrecifes de coral de Hawái se centran en enfoques realistas y efectivos. Publicaciones recientes han discutido la necesidad de enfocarse en la restauración local y los esfuerzos de recuperación en contraposición a la restauración a escala masiva hasta que haya una investigación más sustancial sobre cómo combatir mejor la raíz del problema de los eventos de blanqueamiento, el cambio climático. Otras publicaciones de investigación y restauración han discutido los efectos de las mutaciones beneficiosas, la variación genética y la reubicación asistida por humanos.

### Supercorales
Los "supercorales" se definen como aquellos que no se decoloran durante los eventos de blanqueamiento natural cuando la temperatura del mar era alta. Gates identificó estos "supercorales" como un mecanismo potencial para prevenir la extinción de los corales. Gates dijo: "No puedo soportar la idea de que las generaciones futuras no experimenten un arrecife de coral. La misión es comenzar a resolver el problema, no solo estudiarlo".  En 2013, ganó el Paul G. Allen Ocean Challenge, un premio de $ 10,000 que le permitió mejorar la resiliencia de los ecosistemas de arrecifes de coral vulnerables. Para la propuesta, Gates se unió a Madeleine van Oppen y utilizó la selección genética para aumentar la resistencia al estrés ambiental. Lo hicieron exponiendo corales cruzados a tanques experimentales sucesivamente más cálidos y ácidos. En el laboratorio, tomaron corales resistentes y recolectaron sus productos reproductivos después del desove, criaron a sus crías en el laboratorio y probaron para una mayor resistencia a la temperatura.  Gates recibió la Medalla de la Junta de Regentes de la Universidad de Hawái a la excelencia en la investigación. Coral Assisted Evolution, un proyecto de investigación de $ 4 millones, fue financiado por Paul G. Allen Frontiers Group. Esto apoyó la investigación de Gates durante cuatro años a partir de 2016, desarrollando supercorales que pueden resistir el cambio climático. Si bien Gates estaba preocupada por jugar con la naturaleza, no podía sentarse y ver cómo las especies se extinguían sin actuar. En 2016, Hawaii Business nombró a Gates como uno de los 20 principales líderes de Hawái. Ella exploró si se podría alentar a los no supercorales a adoptar nuevos simbiontes para mejorar su capacidad para soportar altas temperaturas. El éxito del proyecto de Gates ahorraría 9,9 billones de dólares. En 2018, la fundación apoyó un mapa de arrecifes de coral, que permitió a los científicos monitorear los corales con un detalle sin precedentes.

## Comunicación científica
Además de su carrera en investigación, Gates se desempeñó como mentora, oradora pública, comunicadora científica y defensora del cambio y el progreso en el campo de las ciencias marinas. Ella inspiró al público con su pasión, optimismo y, como ella modestamente lo expresó, su acento de internado inglés. Fue elegida la primera mujer presidenta de la Sociedad Internacional de Estudios de Arrecifes en 2015 y aumentó significativamente la membresía y la participación mientras estuvo en el cargo. Las propuestas de Supercoral se presentaron en Fast Company, Gizmodo, PBS, Newsweek, Hawaii Business, National Geographic, la publicación de Huffington, New Scientist y la BBC. Su trabajo apareció en el documental de Netflix Chasing Coral. Fue oradora invitada en el Aspen Ideas Festival 2017. Apareció en la serie de videos de la Fundación de la Universidad de Hawái en 2018. El Gates Coral Lab está involucrado en una amplia gama de participación y alcance público, incluido el alojamiento de estudiantes de Mo'orea. Fue miembro de la Sociedad Tetiaroa.

### En busca del coral
El trabajo de Gates en el Instituto de Biología Marina de Hawái aparece en el cautivador documental de Netflix, En busca del coral. En el documental, ella explica su asombro con los corales: “Tengo el mayor respeto por los corales porque creo que nos han engañado a todos. Simplicidad en el exterior no significa simplicidad en el interior"  El documental muestra su trabajo con Richard Vevers y el resto de su equipo de buceo en un proyecto para capturar el proceso de blanqueamiento de los corales en la naturaleza por primera vez. Gates proporciona la base científica del conocimiento para la conducción de este proyecto, educando al equipo de buzos y al público de la película en todo momento. Ella advierte a la audiencia sobre la "erradicación de todo un ecosistema en nuestra vida" para fomentar el progreso en el movimiento contra el cambio climático. Su aparición en En busca del coral fue uno de los varios esfuerzos de Gates de divulgación y participación pública, trabajando para crear conciencia sobre el blanqueamiento de los corales e inspirar al público a detener estos eventos.

## Vida personal
Gates nació en Akrotiri, Chipre, hermana de Timothy Gates e hija de John Amos Gates (RAF) y Muriel Peel Gates (fisioterapeuta). Su esposa era Robin Burton-Gates, con quien se casó en septiembre de 2018. En su tiempo libre, era una buceadora consumada, obtuvo un cinturón negro en kárate y comenzó una escuela de kárate en Hawái.
Gates fue diagnosticada con cáncer de cerebro a los 56 años, pero murió por complicaciones durante una cirugía por diverticulitis, sin relación con su diagnóstico anterior. Gates dejó un legado de optimismo y progreso en el campo de las ciencias marinas: Van Oppen, el Gates Coral Lab y muchos otros laboratorios en todo el mundo continúan estudiando los mecanismos de resistencia al cambio climático y cómo pueden transmitirse de generación en generación.